# Miševići (Nova Varoš)
Miševići (em cirílico: Мишевићи) é uma vila da Sérvia localizada no município de Nova Varoš, pertencente ao distrito de Zlatibor. A sua população era de 79 habitantes segundo o censo de 2011.

## Demografia
| 1948 | 1953 | 1961 | 1971 | 1981 | 1991 | 2002 | 2011 |
| ---- | ---- | ---- | ---- | ---- | ---- | ---- | ---- |
| 391  | 424  | 418  | 333  | 245  | 146  | 112  | 79   |